# Sandberg Père et Fils
Sandberg Père et Fils est une série de bande dessinée policière écrite par Patrick Cothias et dessinée par Alfonso Font. Les épisodes paraissent dans Pif Gadget de 1975 à 1977, puis sont collectés en albums.

## Synopsis
Érik est avocat, son fils Paul est éducateur, musicien et romancier. Tous deux, très proches, élucident des enquêtes dans une mise en scène reflétant les années 1970. Font emploie un trait réaliste et la narration comporte une dimension humoristique.

## Publications

### Périodiques
- Sandberg Père et Fils, avec Patrick Cothias (scénariste), dans Pif Gadget no 345, 1975
- Sandberg Père et Fils dans Pif Gadget no 346, 1975
- Sandberg Père et Fils : La chasse au trésor dans Pif Gadget no 350, 1975
- Sandberg Père et Fils dans Pif Gadget no 354, 1975
- Sandberg Père et Fils : L'argent ne fait pas le bonheur dans Pif Gadget no 358, 1976
- Sandberg Père et Fils : Arsène a des problèmes dans Pif Gadget no 363, 1976
- Sandberg Père et Fils dans Pif Gadget nos 368, 374, 378 et 384, 1976
- Sandberg Père et Fils : Week-end à la mer dans Pif Gadget no 389, 1976
- Sandberg Père et Fils : Tableaux volés dans Pif Gadget no 393, 1976
- Sandberg Père et Fils : Le bistrot d'Eugène dans Pif Gadget no 397, 1976
- Sandberg Père et Fils : Sandberg à New-York dans Pif Gadget no 405, 1976
- Sandberg Père et Fils dans Pif Gadget nos 411 et 413, 1977

### Albums
- Sandberg Père et Fils : Tome 1, Éditions du Taupinambour, juin 2015
- Sandberg Père et Fils : Tome 2, Éditions du Taupinambour, juin 2015
- Sandberg Père et Fils : Tome 3, Éditions du Taupinambour, juin 2015